# Résolution 1066 du Conseil de sécurité des Nations unies
Membres permanents
- Chine
- États-Unis
- France
- Royaume-Uni
- Russie

Membres non permanents
- Allemagne
- Botswana
- Chili
- Corée du Sud
- Égypte
- Guinée-Bissau
- Honduras
- Indonésie
- Italie
- Pologne

Résolution no 1065 Résolution no 1067
La résolution 1066 du Conseil de sécurité des Nations unies, adoptée à l'unanimité le 15 juillet 1996, après avoir rappelé les résolutions précédentes sur la Croatie, notamment les résolutions 779 (1992), 981 (1995), 1025 (1995) et 1038 (1996), a autorisé les observateurs militaires à continuer de surveiller la démilitarisation dans la région de la péninsule de Prevlaka en Croatie jusqu'au 15 janvier 1997. 
Le Conseil de sécurité a pris note de l'accord entre les présidents de la Croatie et de la république fédérale de Yougoslavie (Serbie et Monténégro) concernant la démilitarisation de la péninsule de Prevlaka et de la contribution qu'il a apportée à la réduction des tensions dans la région. Il a également réaffirmé la souveraineté, l'intégrité territoriale et l'indépendance de la Croatie, ainsi que l'importance de la reconnaissance mutuelle entre les États issus de la dissolution de l'ex-Yougoslavie.
Les deux pays ont été invités à respecter leurs engagements et à poursuivre les négociations en vue de normaliser leurs relations bilatérales. Ils ont été encouragés à adopter des mesures visant à réduire les tensions, comme le suggéraient les observateurs militaires. Entre-temps, les observateurs et la Force de mise en œuvre (IFOR, acronyme anglais pour Implementation Force) ont été appelés à coopérer les uns avec les autres.
Le Conseil a également demandé au secrétaire général de faire rapport d'ici le 5 janvier 1997 sur la situation dans la péninsule et sur les progrès réalisés par la Croatie et la république fédérale de Yougoslavie (Serbie-et-Monténégro) vers la résolution de leurs différends. 

## Voir également
- Guerre de Bosnie-Herzégovine
- Dislocation de la Yougoslavie
- Guerre de Croatie
- Guerres de Yougoslavie